# Monomorium harithe
Monomorium harithe (лат.) — вид мелких муравьёв рода Monomorium из подсемейства мирмицин.

## Описание
Мелкие муравьи длиной около 3 мм (от 2,2 до 2,75 мм). От близких видов отличается следующими признаками: окраска от тёмно-коричневого до чёрного; передний срединный край клипеуса отчетливо вогнутый; скапус отчетливо короткий, отведенный назад от места прикрепления не доходит до заднего края головы; мезосома без отсстоящих волосков; метанотальная борозда слабо вдавлена, но отчетлива; проподеальный дорзум с отчетливой бороздкой; мезосома, петиоль и постпетиоль в мелкой и густой пунктировке; петиоль и постпетиоль с одной парой направленных назад волосков; брюшко гладкое и блестящее. 
Усики с 3-члениковой булавой. Усиковые бороздки отсутствуют. Стебелёк между грудкой и брюшком состоит из двух члеников: петиолюса и постпетиолюса (последний четко отделен от брюшка), жало развито. Включён в состав видовой группы Monomorium salomonis species-group.

## Распространение
Ближний Восток: Йемен, Саудовская Аравия.